# Fête galante

Peregrinación a la isla de Citera, de Jean-Antoine Watteau, Museo del Louvre (1717)

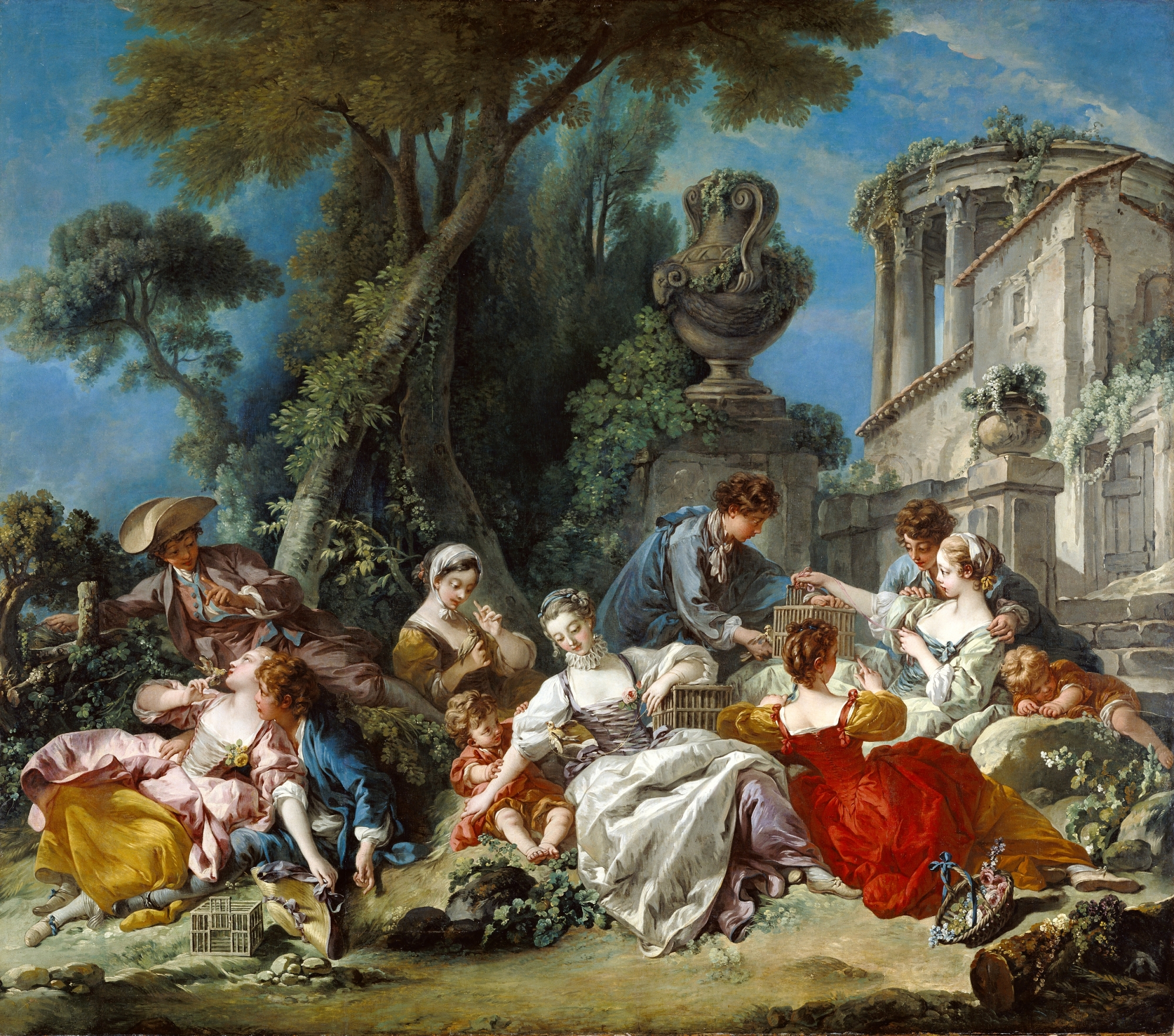
Los cazadores de pájaros, de François Boucher, J. Paul Getty Museum, Los Ángeles (1748)

Se denomina fête galante («fiesta galante» en francés, pronunciación en francés: /fɛːt ɡalɑ̃t/) a un género pictórico caracterizado por la representación de escenas cortesanas ambientadas en paisajes bucólicos, propio del arte rococó.
Este tipo de representaciones se enmarca en la pintura de género y fue clasificado por la Académie Française para designar un tipo de escenas que se popularizó en la pintura francesa del siglo XVIII con artistas como Jean-Antoine Watteau, François Boucher, Jean-Honoré Fragonard, Jean-François de Troy, Nicolas Lancret, Jean-Baptiste Pater o Gaston La Touche. Por lo general eran escenas de la vida cotidiana, de aire festivo, con grupos de gente dedicadas al ocio y la diversión, ambientadas en paisajes naturales de aspecto bucólico que evocaban la mítica Arcadia. A veces se emplea como sinónimo el término fête champêtre, «fiesta campestre».